# Hornera bipunctata
Hornera bipunctata är en mossdjursart som beskrevs av Roemer 1863. Hornera bipunctata ingår i släktet Hornera och familjen Horneridae. Inga underarter finns listade i Catalogue of Life.